# Coclasse
Em teoria dos grupos, se {\displaystyle H} é um subgrupo de um grupo {\displaystyle G} e {\displaystyle x\in G}, o subconjunto de {\displaystyle G}, definido por {\displaystyle Hx=\{hx:h\in H\}} é chamado de uma coclasse (à direita) de {\displaystyle H} em {\displaystyle G}, ou de classe lateral (à direita) de {\displaystyle H} em {\displaystyle G}. Analogamente, chamamos de coclasse (à esquerda) de {\displaystyle H} em {\displaystyle G}, ou de classe lateral (à esquerda) de {\displaystyle H} em {\displaystyle G}, o subconjunto de {\displaystyle G}, definido por {\displaystyle xH=\{xh:h\in H\}}. 

As terminologias vem do fato de as coclasses serem classes de equivalência das seguintes relações de equivalência: {\displaystyle y\;{\underset {D}{\sim }}\;x\Leftrightarrow \exists h\in H\;{\mbox{tal que}}\;y=hx}, para as coclasses à direita e {\displaystyle y\;{\underset {E}{\sim }}\;x\Leftrightarrow \exists h\in H\;{\mbox{tal que}}\;y=xh}, para as coclasses à esquerda. 

Dada uma partição de um conjunto, um sistema de representantes é um conjunto {\displaystyle \{x_{\alpha }\}_{\alpha \in \Gamma }} que tem exatamente um elemento em cada subconjunto da partição. Ou seja, se {\displaystyle x} for um representante da coclasse {\displaystyle Hx}, é claro que para um {\displaystyle x'=hx} para certo {\displaystyle h\in H}, então {\displaystyle Hx'=Hx}, e, portanto {\displaystyle x'} é outro representante da mesma coclasse {\displaystyle Hx}. 

Quando o conjunto das coclasses (à direita ou à esquerda) de {\displaystyle H} em {\displaystyle G} é finito, dizemos que {\displaystyle H} é um subgrupo de índice finito em {\displaystyle G}, e a cardinalidade do conjunto das coclasses é chamado índice de {\displaystyle H} em {\displaystyle G}, e denotado por {\displaystyle |G:H|}, ou também por {\displaystyle (G:H)}. A definição de índice é independente de ter sido tomado uma coclasse à direita ou à esquerda, pois a aplicação {\displaystyle f:\{{\mbox{coclasses à direita}}\}\rightarrow \{{\mbox{coclasses à esquerda}}\}} dada por {\displaystyle Hx\mapsto x^{-1}H} estabelece uma bijeção bem definida entre os dois conjuntos, o que {\displaystyle Hx\mapsto xH} não faz, por não ser bem definida (e, portanto não é função!), pois a imagem depende do representante da coclasse. 

As coclasses são ferramentas básicas para o estudo de grupos; por exemplo, elas cumprem um papel fundamental no teorema de Lagrange.